# Christophe Carpentier
Pour les articles homonymes, voir Carpentier.
Christophe Carpentier, né en 1968, est un écrivain français de littérature blanche, d'anticipation sociale et de science-fiction.

## Biographie
Il publie son premier roman Vie et mort de la Cellule Trudaine aux éditions Denoël en 2008 ; il rejoint les Éditions POL en 2013 pour y publier Le Culte de la collision, récit d'un jeune tueur en série en quête d'absolu.
Christophe Carpentier quitte les Éditions P.O.L à la mort du fondateur Paul Otchakovsky-Laurens pour rejoindre les Éditions du Diable Vauvert dirigées par Marion Mazauric.[réf. nécessaire]
Après y avoir publié Cela aussi sera réinventé, dystopie écologique parue en 2020, il publie en janvier 2022 L'Homme-canon, fable post-Covid qui traite de la montée en puissance du direct éducatif au détriment de la fiction contestataire. Il se lance ainsi dans une forme de roman dialogué d'inspiration théâtrale, qui s'inscrit dans un projet plus vaste que l'auteur qualifie de Théâtre du Plausible.
Son dernier roman, Carnum, qui reprend cette forme dialoguée, a paru aux Éditions du Diable Vauvert le 6 octobre 2022. Il retrace la genèse d'un nouveau marché du cannibalisme librement consenti.
Christophe Carpentier est finaliste du Grand Prix de l’Imaginaire en 2017 pour Le Mur de Planck paru en 2016, ainsi que du Prix André-Malraux pour son ouvrage L'Homme-Canon.

## Œuvres

### Romans
- Vie et mort de la Cellule Trudaine, Denoël, 2008, 502 p.  (ISBN 978-2-207-26015-9)
- Le Parti de la Jeunesse, Denoël, 2010, 234 p.  (ISBN 978-2-207-26168-2)
- Le Culte de la collision, P.O.L, 2013, 279 p.  (ISBN 978-2-8180-1731-9)
- Chaosmos, P.O.L, 2013, 409 p.  (ISBN 978-2-8180-1936-8)[3]
- La Permanence des rêves, P.O.L, 2015, 477 p.  (ISBN 978-2-8180-3546-7)
- Le Mur de Planck, P.O.L, 2016, 576 p.  (ISBN 978-2-8180-3746-1)
- Le Temps imaginaire - Mur de Planck II, P.O.L, 2017, 688 p.  (ISBN 978-2-8180-4143-7)[4].
- Cela aussi sera réinventé, Au diable vauvert, 2020, 272 p.  (ISBN 979-10-307-0362-7)[5],[6]
- L'Homme-canon, Au diable vauvert, 2022, 256 p.  (ISBN 979-10-307-0502-7)[7],[8],[9]
- Carnum, Au diable vauvert, 2022, 192 p.  (ISBN 979-10-307-0556-0)[10],[11].